# Portugese steenbok
De Portugese steenbok (Capra pyrenaica lusitanica) is een van de vier ondersoorten van de Iberische of Spaanse steenbok. Twee van deze vier ondersoorten zijn nu uitgestorven. De Portugese steenbok stierf in 1892 uit en de Pyrenese steenbok pas in het jaar 2000. Deze steenbok leefde in de noordelijke berggebieden van Portugal, Galicië, Asturië en westelijk Cantabrië. In grootte en kleur leek dit dier veel op de andere Spaanse steenbokken, niettemin eerder neigend naar een bruine dan een zwarte tekening. De hoorns waren opvallend verschillend van de andere Iberische ondersoorten. Zij hadden slechts de helft van de lengte van de Pyrenese steenbok (ongeveer eenenvijftig centimeter), maar waren bijna tweemaal zo breed en veel dichter samen bij hun basis.

## Verdwijning
Tot 1800 was de Portugese steenbok wijd verspreid in zijn leefgebied, maar daarna was de achteruitgang van de populatie snel doordat de jachtdruk toenam. Lokale jagers respecteerden de sluitingstijden van het jachtseizoen niet en schoten de Portugese steenbokken als de kuddes daalde naar lagere gebieden in mei. De lokale bevolking jaagden op dit dier voor het vlees en voor de bezoar stenen in zijn maag, die werden gezien als een potentieverhogend medicijn en als tegengif voor allerlei soorten vergif. De huid werd gebruikt als sprei en de hoorns als ornamenten en als blaasinstrumenten (soort alpenhoorn) in de smalle valleien in de noordwestelijke bergen. Rond 1870 was deze steenbok een zeldzaam dier geworden. De laatste kudde van ongeveer een dozijn dieren werd waargenomen in 1886. Een oud vrouwtje werd levend gevangen in september 1889, maar zij overleefde maar drie dagen. Twee andere vrouwtjes werden het volgende jaar dood gevonden, slachtoffers van een Gallische lawine. De laatste bekende Portugese steenbok in Spanje stierf in 1890. De allerlaatste Portugese steenbok die gezien werd was een vrouwtje nabij Lombade Pan in de Serra do Gerês in Portugal in 1892. Tegenwoordig leeft er een andere ondersoort, de Gredossteenbok Capra pyrenaica victoriae Cabrera, 1911, in het voormalige leefgebied van de Portugese steenbok nadat deze daar geïntroduceerd was door mensen.
De jachtdruk door mensen kan de oorzaak van het uitsterven van de Portugese steenbok zijn. Sommige wetenschappers wijzen op andere factoren dan menselijke activiteiten als oorzaak voor de achteruitgang van deze ondersoort. Grijze wolven en steenarenden kunnen een andere reden zijn waardoor de populatie zo snel afnam, net zo als ziekten van gedomesticeerde kuddes en een onevenredig aantal mannetjes. Het laatste punt schijnt vooral dubieus, omdat de bokken het meest bejaagd en waargenomen werden. Bovendien waren alle laatste waargenomen Portugese steenbokken vrouwtjes. Er bestaat nu weinig twijfel dat de enige significante vijand van de Portugese steenbok de mens was.